# Jeff Landry
Jeff Landry, né le 23 décembre 1970 à Saint-Martinville (Louisiane), est un avocat et homme politique américain, membre du Parti républicain. Il est procureur général de Louisiane de 2016 à 2024 et gouverneur de Louisiane depuis le 8 janvier 2024.

## Jeunesse et formation
Il est titulaire d'un Bachelor of Science de l'université de Louisiane à Lafayette en ressources environnementales et durables. Il obtient ensuite un diplôme en droit de l'université Loyola de La Nouvelle-Orléans.

## Carrière politique

### Représentant des États-Unis
Il se porte candidat aux élections de 2010 dans le 3e district de Louisiane, alors représenté par le démocrate Charlie Melancon, non candidat à sa réélection. Lors de la primaire républicaine du 28 août 2010, il remporte 49,6 % des suffrages et est mis en ballotage par Hunt Downer, ancien président de la Chambre des représentants de Louisiane. Le 2 octobre 2010, il remporte l'investiture en battant largement Downer. Le 2 novembre 2010, il remporte l'élection générale contre le démocrate Ravi Sangisetty.
Pendant son mandat, Landry s'illustre comme un défenseur de l'industrie du pétrole et du gaz naturel, notamment en brandissant une pancarte "Drilling=jobs" (forage=emplois) lors d'un discours sur l'emploi du président Barack Obama devant le Congrès en septembre 2011.
Pour les élections de 2012, un redécoupage électoral a partagé son district entre trois districts voisins et il fait donc face à son collègue républicain Charles Boustany. Le 6 novembre 2012, Landry recueille 30 % des voix, contre 45 % pour Boustany. Ce dernier remporte largement le second tour de l'élection le 8 décembre.

### Procureur général de Louisiane
En novembre 2014, il annonce sa candidature au poste de procureur général de Louisiane dans le cadre de l'élection de 2015. Le 24 octobre 2015, Landry arrive en deuxième position de l'élection et se qualifie pour un second tour contre Buddy Caldwell, procureur général républicain sortant. Il remporte le second tour de l'élection le 21 novembre 2015 et entre en fonction le 11 janvier 2016. Il est réélu dès le premier tour pour un second mandat le 12 octobre 2019.

### Gouverneur de Louisiane
Le 5 octobre 2022, il annonce sa candidature au poste de gouverneur de Louisiane pour succéder au démocrate John Bel Edwards, qui ne peut pas se présenter à un troisième mandat. Il reçoit le soutien du Parti républicain de Louisiane en novembre 2022, puis celui de l'ancien président Donald Trump en mai 2023,. Le 14 octobre 2023, il est élu dès le premier tour de scrutin en obtenant 51,6 % des voix. Il prend ses fonctions le 8 janvier 2024.
Le 5 mars 2024, il signe une loi autorisant le port dissimulé d'armes de poing sans obligation de permis ou de formation,. Le même jour, il signe plusieurs réformes de la justice pénale, abolissant ainsi la libération conditionnelle, réduisant les possibilités de réduction de peines pour bonne conduite et ajoutant deux méthodes pour les exécutions judiciaires.
Le 19 juin 2024, il signe une loi obligeant l'affichage des Dix Commandements dans les salles de classe des écoles publiques de Louisiane. La loi fait l'objet de contestations devant les tribunaux.